# Mohammed Mzali
 Der er for få eller ingen kildehenvisninger i denne artikel, hvilket er et problem. Du kan hjælpe ved at angive troværdige kilder til de påstande, som fremføres i artiklen.

Mohammed Mzali (23. december 1925 – 23. juni 2010) var en tunesisk politiker.
Han var Tunesiens premierminister fra han blev udnævnt af præsident Habib Bourguiba i 1980, indtil hans afskedigelse i 1986 der skyldes at han havde ført penge ud af Tunesien.
Han flygtede til Sicilien. 
Mohammeed Mzali tog senere til Frankrig, og posten som premierminister blev efterfulgt af Rachid Sfar. Han var desuden medlem af den Internationale Olympiske Komité fra 1965 indtil sin død i 2010.
Efter Mohammed Mzalis flugt udførte Zine El Abidine Ben Ali et kup der gjorde ham til præsident efter Habib Bourguiba, som han via læger fik dømt senil.